# Maintenance différée
 (août 2023).
La maintenance différée est une pratique consistant à reporter les activités de maintenance. Il peut s'agir d'une maintenance corrective qui n'est pas exécutée immédiatement après la détection d'une panne,, ou d'une maintenance préventive différée pour des raisons de disponibilité, des raisons logistiques, économiques ou autres.

## Sources
- Norme NF EN 13306 X 60-319 de juin 2001.
- Terminologie maintenance : bilan (Certaines des traductions en anglais ne sont pas attestées).
- Christian Coudre, Les différentes formes de maintenance, sur le site TPM Attitude.